# Остапчук Надія Миколаївна
Надія Миколаївна Остапчук (біл. Надзея Астапчук, 12 жовтня 1980) — білоруська легкоатлетка, олімпійська призерка. Володарка золотих медалей чемпіонату світу 2005 р. та чемпіонату світу 2010 р. у приміщеннях.

## Виступи на Олімпіадах
| Олімпіада   | Дисципліна     | Місце |
| ----------- | -------------- | ----- |
| Афіни 2004  | штовхання ядра | 4     |
| Пекін 2008  | штовхання ядра | 3     |
| Лондон 2012 | штовхання ядра | DSQ   |

## Політика
В серпні 2020 року Остапчук підписала відкритий лист білоруських спортсменів з вимогою визнати вибори президента Білорусі 2020 року недійсними.
У грудні 2022 року Остапчук затримали та помістили на Акрестіна.

## Нагороди
- Орден Вітчизни (2012)[4]